# شهرستان ارزینسکی
شهرستان ارزینسکی (به لاتین: Erzinsky District) یک شهرستان در روسیه است که در تووا واقع شده‌است.